# Ariel (satélite)
Ariel es el cuarto satélite más grande de Urano y el segundo en proximidad de los satélites principales. Fue descubierto en 1851 por William Lassell y nombrado por un personaje de dos diferentes obras de la literatura inglesa. Se conoce el 35 % de la superficie del satélite por el sobrevuelo de la sonda Voyager 2 en 1986, el único acercamiento al sistema uraniano hasta la fecha. Es el decimocuarto satélite en tamaño del sistema solar.
Orbita en el plano ecuatorial del planeta que, al ser perpendicular a la órbita de Urano alrededor del Sol, hace que el satélite tenga un ciclo estacional extremo. Al igual que el resto de satélites uranianos, se formó probablemente a partir del disco de acreción que rodeaba el planeta tras su formación. Se cree que está compuesto por una mezcla equilibrada de rocas y hielos, y diferenciado en un núcleo rocoso rodeado por un manto de hielo. Tiene una superficie compleja, constituida por extensos terrenos craterizados y cortados por sistemas de escarpes, cañones y crestas. Muestra signos de actividad geológica más reciente que en el resto de satélites, quizá producto del calentamiento de marea.

## Historia

### Descubrimiento y denominación
Ariel fue descubierto por William Lassell el 24 de octubre de 1851. En la misma noche también encontró Umbriel. Aunque William Herschel, descubridor de Titania y Oberón, afirmó a finales del siglo XVIII que había visto otros cuatro satélites de Urano, sus observaciones no se confirmaron y esos objetos se consideran espurios.
Todos los satélites de Urano llevan nombres de personajes de obras de William Shakespeare y Alexander Pope. Umbriel, al igual que los otros tres satélites uranianos conocidos en ese momento, fue nombrado en 1852 siguiendo una sugerencia hecha por John Herschel a petición de Lassell. Ariel es el líder de los sílfides en la obra de Pope El rizo robado  y el hada que sirve a Próspero en la obra de Shakespeare La tempestad. También se designa Urano I.

## Órbita y rotación
La órbita de Ariel es casi circular — su excentricidad es 0,0012— y de muy baja inclinación respecto al ecuador de Urano (0,260°). El radio de su órbita es de unos 190 000 km, por lo que es el satélite más próximo a Urano de los cuatro mayores. Concretamente se encuentra a unos 165 000 km de su superficie.
Ariel tiene rotación síncrona; es decir, tarda lo mismo en girar sobre sí mismo que alrededor de Urano, empleando en ambos movimientos 2,52 días terrestres. Debido a ello, presenta siempre la misma cara a Urano —al igual que lo hace la Luna con la Tierra—. Por lo tanto existe un hemisferio de Ariel desde el que se puede ver siempre a Urano y otro hemisferio desde el que no.

## Características físicas
Ariel es un objeto cuasiesférico de 1158 km de diámetro medio, solo un poco más pequeño que Umbriel. Pero mientras Umbriel es el más oscuro de los grandes satélites, Ariel es el más brillante, con un albedo en torno al 40 %.

### Superficie
La superficie de Ariel es una de las más jóvenes y menos craterizada del sistema de Urano. Posee cráteres de entre 5 y 10 km de diámetro pero carece de grandes cráteres.
Su superficie, al igual que la de Oberón y Titania, tuvo que sufrir el impacto de cuerpos remanentes de la formación del sistema solar. Pero la historia geológica de Ariel debe ser más parecida a la de Titania pues sufrió de manera significativa el bombardeo de los restos de la formación del sistema de satélites uranianos, que fue posterior y que, en el caso de Ariel, borró casi totalmente los grandes cráteres. La diferencia con Titania reside en que la actividad geológica en Ariel fue más intensa y prolongada.
La superficie de Ariel presenta pruebas de tectónica global con estrechos valles limitados por fallas de estiramiento y cañones. Las fallas están mucho más desarrolladas que en el caso de Titania y en algunos lugares los valles de las fallas alcanzan decenas de kilómetros de profundidad.
Según el modelo aceptado para la evolución de Ariel, durante el bombardeo heliocéntrico, el vulcanismo empezó a cubrir los grandes cráteres, bien por la acción de la lava, bien porque la corteza estaba caliente y blanda y derrumbó sus paredes. La irradiación del calor interior enfrió el satélite desde fuera hacia dentro. El agua se congeló en su interior, aumentó su tamaño y la superficie entera del satélite tuvo que dilatarse, causando en la superficie una red de fallas de expansión.
Solo se han encontrado un tercio de cráteres con origen en el bombardeo planetocéntrico por lo que es señal de que han sido borrados y su superficie reconstruida por un proceso volcánico posterior.
También hay signos evidentes de que Titania expulsa material desde su interior. En algunos sitios, paralela a la falla, se observa material que fluyó del interior del satélite similar a la lava que fluye en las dorsales oceánicas de la Tierra. La diferencia es que el material que fluyó del interior de Ariel no era lava sino una mezcla caliente de hielo y roca bastante viscoso y que se desplazó de forma similar a un glaciar terrestre sepultando los accidentes más antiguos y formando sus bordes una abrupta escarpadura de un kilómetro de altura.

#### Nomenclatura
Los accidentes geográficos de Ariel que recibieron nombre oficial se presentan a continuación divididas en tres tipos:
- Cráteres

| Cráter   | Origen                                                                          |
| -------- | ------------------------------------------------------------------------------- |
| Abans    | Aban, espíritu de las minas de hierro (mitología persa)                         |
| Agape    | Agape, espíritu del poema La Reina de las Hadas del poeta inglés Edmund Spenser |
| Ataksak  | Ataksak (mitología inuit)                                                       |
| Befana   | Befana (cultura de Italia)                                                      |
| Berylune | Bérylune, personaje del poema El pájaro azul de Maurice Maeterlinck             |
| Deive    | Deive (cultura de Lituania)                                                     |
| Djadek   | Djadek (cultura checa)                                                          |
| Domovoy  | Domovoi (mitología eslava)                                                      |
| Finvara  | Finvarra (mitología irlandesa)                                                  |
| Gwyn     | Gwyn ap Nudd (mitología irlandesa)                                              |
| Huon     | Huon of Bordeaux (literatura de Francia)                                        |
| Laica    | Laica (mitología inca)                                                          |
| Mab      | Queen Mab (Folklore británico)                                                  |
| Melusine | Melusine (literatura de Francia)                                                |
| Oonagh   | Oonagh (mitología irlandesa)                                                    |
| Rima     | Rima (Mansiones Verdes de Guillermo Enrique Hudson)                             |
| Yangoor  | Yangoor (espíritu que trae el día)                                              |

- Chasmata (depresiones)

| Chasma          | Orige                               |
| --------------- | ----------------------------------- |
| Brownie Chasma  | Brownies (folklore británico)       |
| Kachina Chasma  | Kachina (mitología hopi)            |
| Kewpie Chasma   | Kewpie (folklore británico)         |
| Korrigan Chasma | Korrigans (folklore bretón)         |
| Kra Chasma      | Kra (Creencias del pueblo akan)     |
| Pixie Chasma    | Pixie (folklore británico)          |
| Sylph Chasma    | Sylph, sílfide (folklore británico) |

- Valles

| Valles            | Origen                                     |
| ----------------- | ------------------------------------------ |
| Leprechaun Vallis | Leprechauns de la mitología irlandesa      |
| Sprite Vallis     | Duendecillo (Sprite) de la mitología celta |

### Composición
La composición de Ariel es similar a los otros grandes satélites de Urano: 50 % hielo de agua, 30 % de silicatos y 20 % de metano congelado.

## Exploración espacial
El Voyager 2 es la única sonda que ha visitado Urano y su sistema de anillos y satélites, haciendo un sobrevuelo en enero de 1986. La máxima aproximación a Ariel fue de 127 000 km el 24 de enero —un 77 % de la distancia de Ariel a la superficie de Urano—. Tomó las primeras imágenes cercanas de Ariel, aunque solo se fotografió el hemisferio sur porque era el único sobre el que incidía la luz solar.

## Observación

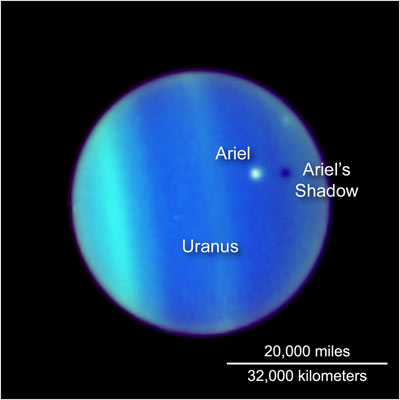
Ariel pasando frente a Urano.

El telescopio espacial Hubble observó un raro tránsito de Ariel, el 26 de julio de 2006, cuando este proyectó su sombra sobre Urano. Tales tránsitos solo ocurren durante los equinoccios al estar inclinada 98° la órbita de Ariel alrededor de Urano respecto a la órbita de Urano alrededor del Sol.
Durante el último equinoccio en Urano —diciembre de 2007—, Ariel produjo eclipses sobre el centro de Urano.